# Карев, Александр Михайлович
Алекса́ндр Миха́йлович Ка́рев (настоящее имя — Шабшель Михелевич Прудкин; 6 [18] февраля 1899, Хиславичи, Могилёвская губерния — 5 марта 1975, Москва) — советский актёр, режиссёр и театральный педагог. Заслуженный артист РСФСР (1948), заслуженный деятель искусств РСФСР (1969), лауреат Сталинской премии первой степени (1950).

## Биография
Окончил мужскую гимназию в Рославле в 1917 году, затем учился на медицинском факультете 1-го МГУ, который окончил в 1923 году. Параллельно в 1919—1922 годах был агентом при Наркомземе СССР, с 1919 года — артист еврейского театра «Габима», в драматической студии которого обучался с 1922 по 1923 год.
С 1928 года — артист в Московском Художественном театре (с 1932 года — МХАТ СССР имени М. Горького), параллельно в 1928—1932 годах проходил обучение в экстернатуре при больнице «Медсантруд».
В 1930-х годах преподавал в ГИТИСе имени А. Луначарского, с 1943 года — в школе-студии МХАТ (выпуски с 1951 по 1974 год), среди его учеников: Олег Борисов, Екатерина Еланская, Виктор Коршунов, Леонид Броневой, Галина Волчек, Игорь Кваша, Игорь Кашинцев, Светлана Мизери, Геннадий Бортников, Александр Дик, Алексей Жарков, Вячеслав Жолобов.
С 1947 года — сорежиссёр многих театральных постановок, в 1971 году вышел на пенсию.
Урна с прахом в колумбарии Донского кладбища.

## Театральные работы
Актёр
- «Блокада» — Смирнов, монтёр
- «Взлёт» — Строголев
- «Дни и ночи» — Проценко
- «Зимняя сказка» — моряк
- «Любовь Яровая» — Фольгин
- «Пиквикский клуб» — Додсон
- «Хлеб» — Кононов
- «Школа злословия» — Мозес

Режиссёр
- 1947 — «Дни и ночи» К. Симонова (совместно с М. Кедровым)
- 1947 — «Русский вопрос» (совместно с М. Кедровым)
- 1948 — «Зелёная улица» А. Сурова (совместно с М. Кедровым)
- 1949 — «Чужая тень» К. Симонова (совместно с М. Кедровым)
- 1951 — «Потерянный дом» С. Михалкова
- 1952 — «Залп „Авроры“» М. Большинцова и М. Чиаурели (совместно с В. Станицыным)
- 1958 — «Зимняя сказка» У. Шекспира (совместно с М. Кедровым)
- 1958 — «Юпитер смеётся» А. Кронина (совместно с Н. Ковшовым)
- 1960 — «Смерть коммивояжёра» А. Миллера (совместно с Г. Герасимовым)
- 1961 — «Цветы живые» Н. Погодина (совместно с В. Станицыным и И. Тархановым)

## Фильмография
Актёр
- 1926 — Мабул — Беня, еврейский юноша
- 1936 — Искатели счастья — Натан, председатель колхоза
- 1952 — Школа злословия — Мозес, ростовщик
- 1969 — Восстановление Блендомежа (фильм-спектакль)

Режиссёр
- 1972 — Враги (совместно с М. Муат)
- 1974 — Юпитер смеётся (фильм-спектакль)

## Награды и звания
- медаль «За доблестный труд в Великой Отечественной войне 1941—1945 гг.» (15 мая 1946)[1]
- заслуженный артист РСФСР (26 октября 1948)[5]
- орден «Знак Почёта» (26 октября 1948)[6]
- Сталинская премия первой степени (1950) — за постановку спектакля «Чужая тень» (1949)[1]
- заслуженный деятель искусств РСФСР (16 июля 1969)[3]